# 萬歳楽
萬歳楽（まんざいらく、万歳楽）は、雅楽の唐楽の曲名の一つ。平調で、延八拍子の中曲である。
隋の煬帝の作曲と伝えられており、曲名によりめでたい曲とされている。
管絃と舞楽があるが、主に舞楽（舞人4人）として演奏され、現在でもよく舞われ左方平舞の代表的なものである。
天皇即位の大礼においても「饗宴の儀」において太平楽とともに舞われる 。